# Pompaire
Pompaire là một xã trong tỉnh Deux-Sèvres trong vùng Nouvelle-Aquitaine ở phía tây nước Pháp. Xã này nằm ở khu vực có độ cao từ 133-198 mét trên mực nước biển.